# لی لی (بازیکن فوتبال)
لی لی (انگلیسی: Li Lei؛ زادهٔ ۳۰ مهٔ ۱۹۹۲) بازیکن فوتبال اهل چین است.
از باشگاه‌هایی که در آن بازی کرده‌است می‌توان به باشگاه فوتبال لویانگ لونگمن و باشگاه فوتبال بیجینگ گوان اشاره کرد.
وی همچنین در تیم ملی فوتبال چین بازی کرده‌است.